# منتزلية أليفة الجبال
منتزلية أليفة الجبال (الاسم العلمي: Mentzelia oreophila) هي نوع من النباتات تتبع جنس المنتزلية من الفصيلة اللواسية.